# Vini ultramarina
Vini ultramarina е вид птица от семейство Папагалови (Psittaculidae). Видът е застрашен от изчезване.

## Разпространение
Видът е разпространен във Френска Полинезия.